# Góra Ossona
Góra Ossona – najwyższe wzgórze w granicach administracyjnych Częstochowy (316,7 m n.p.m.), położone na terenie dzielnicy Mirów, na Wyżynie Częstochowskiej. Na szczycie znajduje się skała wapienna.

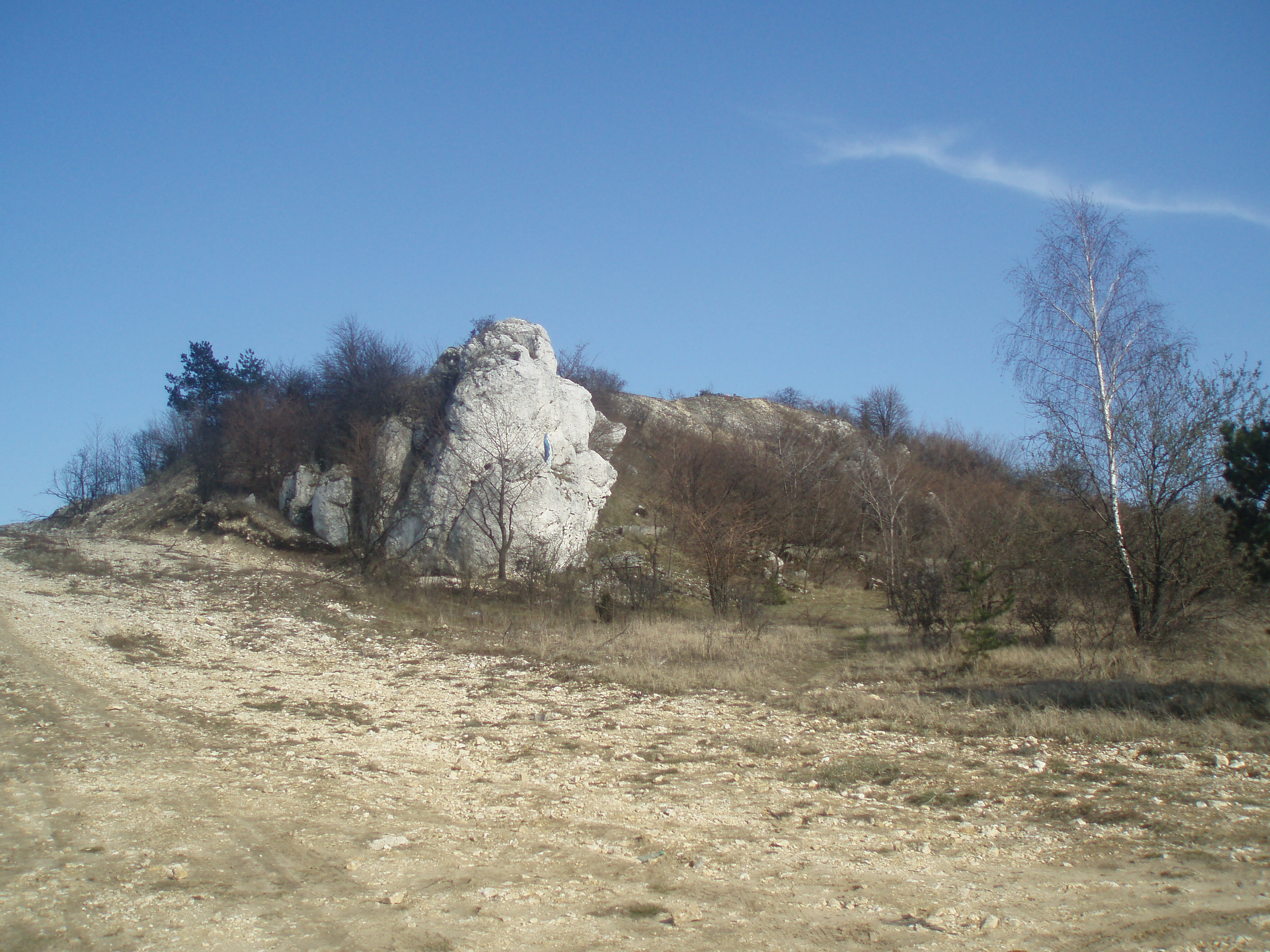
Skałki na Górze Ossona

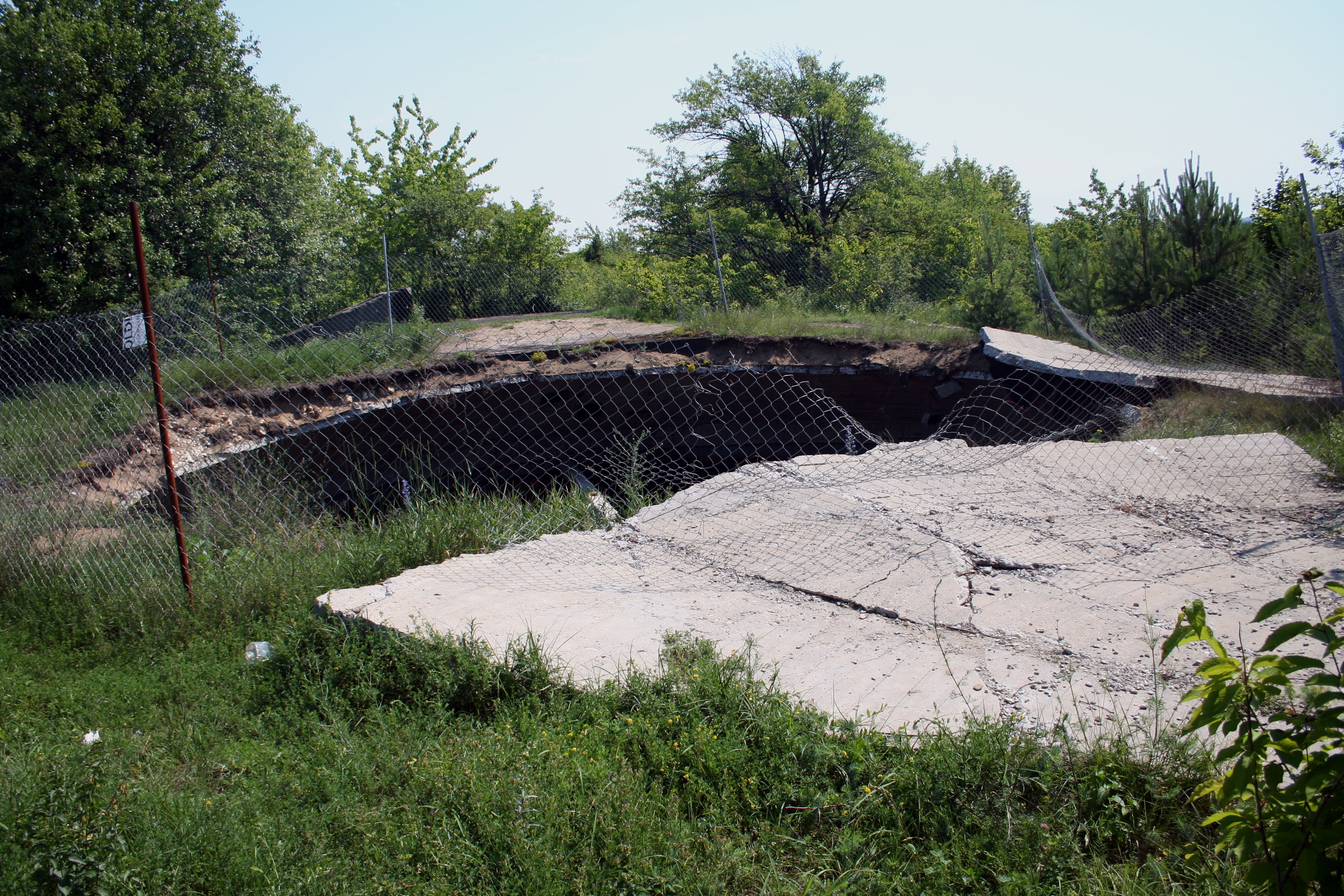
Ruiny przepompowni

Wzgórze składa się z dwóch części: naturalnej części wschodniej, i części zachodniej, która została usypana sztucznie dla potrzeb przemysłowych znajdującej się nieopodal Huty Częstochowa. We wnętrzu wzgórza znajdują się trzy olbrzymie betonowe hale - pozostałości po dawnej przepompowni (dostęp bez specjalistycznego sprzętu jest obecnie niemożliwy), zbudowanej w latach 50. dla potrzeb Huty Częstochowa. O przepompowni przypominają również szczątki po kopule, która uległa zawaleniu (wysadzeniu) w 2011 roku i pozostałości budynków przemysłowych, znajdujące się w zachodniej części wzgórza.
Niedaleko góry istniała wcześniej szkółka szybowcowa i lotnisko szybowców, ufundowane w 1946 r. przez Edwarda Ossona. Przypomina o tym tablica pamiątkowa wmurowana w wapienną skałę. Nad tablicą znajduje się również figura Matki Boskiej.
Od roku 1975 na Ossonie miał swoją siedzibę Akademicki Klub Jeździecki.
Ze wzgórza oglądać można panoramę Częstochowy z zakładami przemysłowymi (Gazownia i Koksownia Częstochowa Nowa) na pierwszym planie i charakterystyczną Wieżą Jasnogórską na horyzoncie oraz zwarty kompleks lasów rozpościerający się między Częstochową, Kusiętami, Olsztynem i Porajem.  Inne charakterystyczne  obiekty to: malownicze ruiny zamku w Olsztynie i wieża kościoła w Rędzinach. Przy dobrej widzialności można dostrzec maszt radiowotelewizyjny w Klepaczce (na prawo od Jasnej Góry) i dwa kominy elektrowni w Bełchatowie (w kierunku północnym). Najbardziej odległy widoczny obiekt to Babia Góra (odległość 138km, azymut 170°).